# Bounce (Swing)
Bounce ist eine Spielweise im Swing und darauf folgenden Jazzstilen. Dabei wird im mäßigen Tempo gespielt, ohne dass jedoch der rhythmische Eindruck des Swing verloren geht. Charakteristisch für diesen Stil sind viele Aufnahmen des Orchesters von Jimmy Lunceford; auch Benny Goodmans Jersey Bounce ist eine typische Nummer mit diesem Effekt. Hingegen ist Charlie Parkers Billie’s Bounce wesentlich schneller angelegt.